# Diego Arnedo
Diego Arnedo (n. Hurlingham, Buenos Aires, 6 de enero de 1954) es un bajista argentino. Es conocido por tocar en el grupo Divididos, junto con Ricardo Mollo y Catriel Ciavarella. En los años 1980 formó parte de MAM, junto a los hermanos Ricardo y Omar Mollo y tiempo después, ingresó a la mítica agrupación Sumo.
Es considerado como uno de los músicos más influyentes dentro de la historia del rock nacional, principalmente por sus composiciones dentro del grupo Divididos, siendo su fundador junto al guitarrista y voz Ricardo Mollo, ambos miembros permanentes de la agrupación. En el año 2006, fue declarado mejor bajista nacional de los últimos veinte años por la edición de los Rock & Pop Awards.

## Biografía
Diego Arnedo es introducido al mundo de la música por su padre Mario Arnedo Gallo, quien le enseñó su instrumento de preferencia, el Bombo legüero. En su juventud, su sueño era ser futbolista profesional y jugó en algunos clubes, hasta que una grave lesión en una rodilla, lo obligó a retirarse del fútbol. Su primer bajo eléctrico lo obtuvo a los 17 años de edad, cuando un amigo suyo se lo dejó a él para que se lo guardara, aunque este nunca volvió por el instrumento.

## Sumo
En los años 70, participó en diversos grupos y, a principios de los años 1980, formó parte del grupo MAM junto a los hermanos Ricardo Mollo y Omar Mollo,y un tiempo después ingresa a la agrupación Sumo, en la que confluiría junto a su líder Luca Prodan, formando equipo también con músicos que con el correr del tiempo, también se convertirían en figuras del rock argentino, como el guitarrista Ricardo Mollo,su compañero de banda nuevamente, el multinstrumental y voz Alejandro Sokol, el también guitarrista Germán Daffunchio, el baterista Alberto Troglio y el saxofonista Roberto Pettinato.
Tras la división de Sumo en el año 1987, luego del fallecimiento de Prodan, se une a Mollo para dar vida a la agrupación Divididos, nombre que fuera tomado a partir de una frase esgrimida por el propio Prodan, cuando fuera consultado por la prensa sobre una hipotética separación de Sumo. En ese sentido, Prodan había respondido con un categoríco "¿Divididos? ¡Las Pelotas!", por lo que la agrupación de Arnedo y Mollo tomaría la primera parte, mientras que Dafuncchio, junto a Sokol y Troglio adoptarían la segunda parte de la frase para fundar la agrupación Las Pelotas.
Junto a Divididos, tanto Arnedo como Mollo se convertirían en los miembros estables de la agrupación, habiendo tenido siempre re cambios en la batería con las incursiones de Gustavo Collado (1988-1990), Federico Gil Solá (1991-1995), Jorge Araujo (1996-2004) y Catriel Ciavarella (2005-presente). En sus inicios como músico, Arnedo reconoció al exbajista de la agrupación Manal, Alejandro Medina como su principal influencia y quien lo aconsejara a utilizar durante su carrera instrumentos de la marca Fender, siendo el bajo Fender Jazz Bass, el instrumento que lo acompañara a lo largo de su carrera artística.

## Divididos

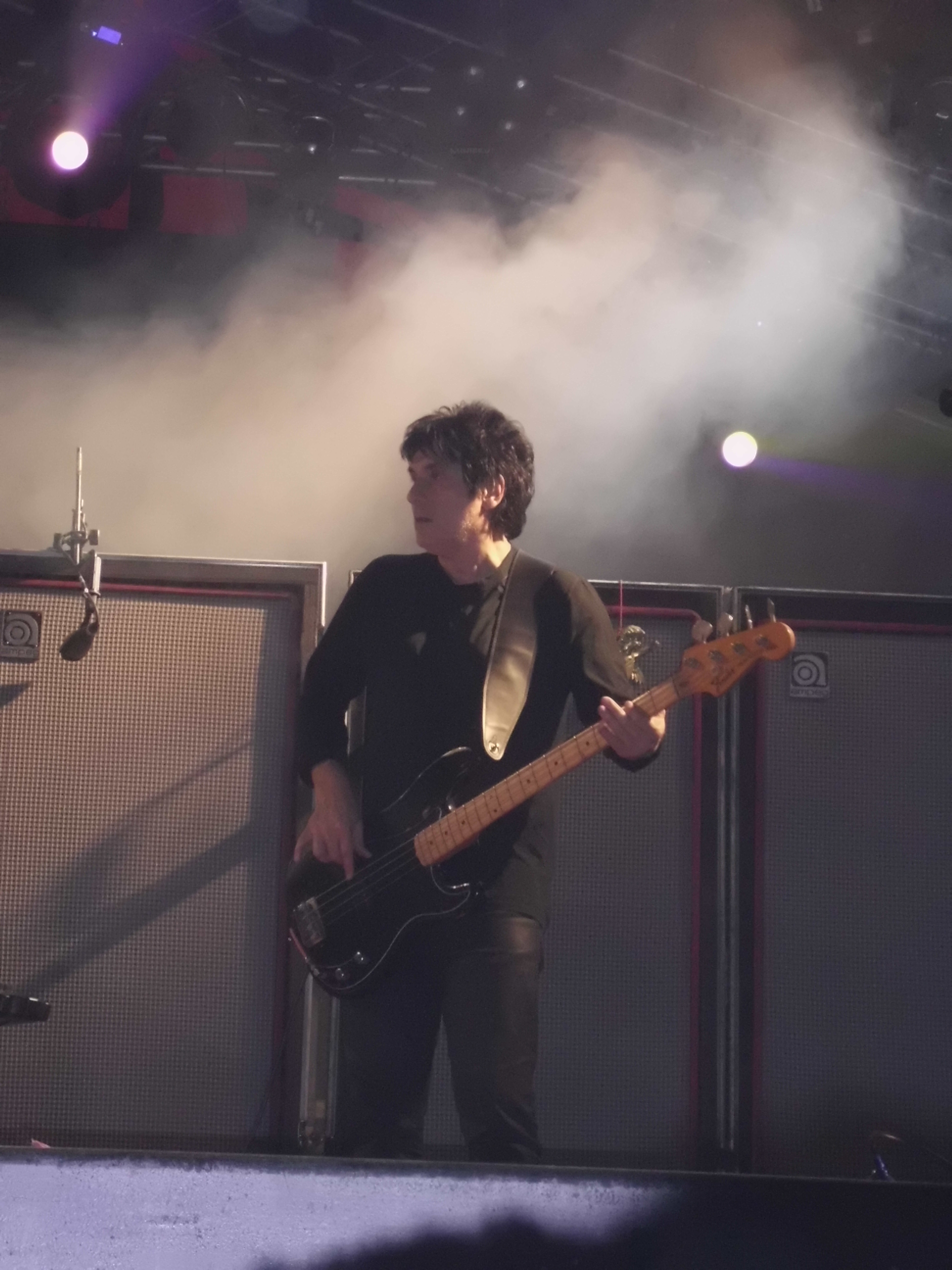
Diego Arnedo en septiembre de 2011

Tras la muerte de Luca Prodan en 1987 a causa de una cirrosis hepática, los integrantes de Sumo decidieron separarse. Arnedo, junto a Ricardo Mollo y Gustavo Collado (ex La Sobrecarga), formaron Divididos en 1988. En 1989, presentan su primer álbum, llamado 40 dibujos ahí en el piso, sin mucho éxito.
En 1991, sacan su segundo disco, Acariciando lo áspero, con un baterista nuevo llamado Federico Gil Solá y suben a la cima de la popularidad. El disco tuvo un éxito impresionante que, con hits como «El 38», hizo de Divididos una banda potente y se ganó una muy buena reputación por parte de la prensa y demás grupos.
En 1993, sacan su tercer disco con más éxito que el anterior, titulado La era de la boludez. La prensa empezó a nombrar a Divididos como "la aplanadora del rock" (debido al fuerte sonido que utiliza la banda) y Diego Arnedo empezó a ganar premios por parte de revistas como mejor bajista argentino. Dificultades y peleas internas, provocaron en 1995 el alejamiento del grupo del baterista Gil Solá, siendo reemplazado por Jorge Araujo. En medio de este revuelo, Divididos saca un nuevo disco titulado Otro le Travaladna, que es un juego de palabras expresando algo pero al revés (Andá' lavarte el orto). Luego siguieron los discos Gol de Mujer, Narigón del siglo y Vengo del placard de otro.
En 1998, Arnedo es internado en un sanatorio de la ciudad de Buenos Aires a causa de una pancreatitis.
En 2004, según trascendidos, a causa de un entredicho entre Diego Arnedo y el baterista, este último se vio obligado a salir del grupo, ingresando al grupo un cuarto baterista, Catriel Ciavarella, manteniendo esa formación hasta la actualidad. Luego los rumores del conflicto entre Arnedo y el baterista fueron desmentidos por ellos mismos.
(nota: Según Ricardo Mollo, Arnedo le dijo que el batero y él estaban apuntando a cosas diferentes, le pidió que los dejara solos y entre ellos dos -Arnedo y Araujo- quedaron de común acuerdo que ya no podían seguir tocando juntos y terminaron la relación en muy buenos términos, debido a esto Araujo es invitado a tocar ocasionalmente como fue cuando Catriel Ciavarella se lastimó la muñeca.)
En 2010, dio a conocer un nuevo álbum de Divididos, Amapola del 66, obra en la cual también participó como productor junto a Mollo. Este disco ha tenido mucho éxito y es muy vendido en la Argentina.
Es autor o coescritor de varios de los éxitos de Divididos, entre ellos: «Ala delta», «Alma de budín», «Cajita musical», «Camarón Bombay», «Gol de mujer», «Par mil», y «Elefantes en Europa», entre otras.